# Vædderen
 For alternative betydninger, se Vædderen (flertydig). (Se også artikler, som begynder med Vædderen)
Vædderen (Aries) er et stjernebillede på den nordlige himmelkugle.